# 500
500是499与501之间的自然数。

## 数学性质
- 合數，正因數有1、2、4、5、10、20、25、50、100、125、250和500。
質因數分解為{\displaystyle 2^{2}\times 5^{3}}。
- 過剩數，真因數和為592，盈度為92。
  - 半完全數，和為本身的其中一組因數為1、 4、 20、 100、 125、 250。
- 十进制的哈沙德數。
- 十进制的奢侈數。

## 在人类文化中
- 貨幣常用面額，如500日圓，500港元。
- 台灣男歌手，伍佰。
- 日本女歌手，坂本舞白。
- 彰化縣彰化市的郵遞區號。
- 台灣鐵路管理局電聯車EMU500，目前作為區間車使用。
- 亞歷山大ALX500，是一種由英國亞歷山大車身廠生產的3軸雙層巴士車身（主要出口往香港）
- Enviro 500、E500 MMC雙層巴士（香港專營巴士主力車款，亦有部分出口往新加坡、美國等地）
- 平治OC500LE（英语：Mercedes-Benz OC 500 LE），德國平治車廠生產的低入口巴士底盤型號。
- 平治OC500RF，德國平治車廠生產的旅遊巴士底盤型號。

## 在其它领域中
- HTTP的「錯誤500」代表內部伺服器錯誤。

## 501至599的數字
501
- 合数，正因數有1、3、167和501。
質因數分解，{\displaystyle 3\times 167}。
- 亏数，真因數和為171，虧度為330
- 不尋常數，大於平方根的質因數為167。
- 半素数。
- 无平方数因数的数。
- 十进制的奢侈數。

502
- 合数，正因數有1、2、251和502。
質因數分解，{\displaystyle 2\times 251}。
- 亏数，真因數和為254，虧度為248
- 不尋常數，大於平方根的質因數為251。
- 半素数。
- 无平方数因数的数。
- 十进制的奢侈數。

503
- 第96個質數。

504
- 合数，正因數有1、2、3、4、6、7、8、9、12、14、18、21、24、28、36、42、56、63、72、84、126、168、252和504。
質因數分解，{\displaystyle 2^{3}\times 3^{2}\times 7}。
- 过剩数，真因數和為1056，盈度為552
- 十进制的奢侈數。

505
- 合数，正因數有1、5、101和505。
質因數分解，{\displaystyle 5\times 101}。
- 亏数，真因數和為107，虧度為398
- 不尋常數，大於平方根的質因數為101。
- 半素数。
- 无平方数因数的数。
- 十进制的奢侈數。

506
- 合数，正因數有1、2、11、22、23、46、253和506。
質因數分解，{\displaystyle 2\times 11\times 23}。
- 亏数，真因數和為358，虧度為148
- 不尋常數，大於平方根的質因數為23。
- 无平方数因数的数。
  - 楔形数。
- 普洛尼克数，為22與23的乘積。
- 十进制的奢侈數。

507
- 合数，正因數有1、3、13、39、169和507。
質因數分解，{\displaystyle 3\times 13^{2}}。
- 亏数，真因數和為225，虧度為282
- 十进制的奢侈數。

508
- 合数，正因數有1、2、4、127、254和508。
質因數分解，{\displaystyle 2^{2}\times 127}。
- 亏数，真因數和為388，虧度為120
- 不尋常數，大於平方根的質因數為127。
- 十进制的奢侈數。

509
- 第97個質數。

510
- 合数，正因數有1、2、3、5、6、10、15、17、30、34、51、85、102、170、255和510。
質因數分解，{\displaystyle 2\times 3\times 5\times 17}。
- 过剩数，真因數和為786，盈度為276
  - 半完全数，和為本身的其中一組因數為1、 2、 3、 5、 10、 17、 30、 34、 51、 85、 102、 170。
- 无平方数因数的数。
- 十进制的奢侈數。

511
- 合数，正因數有1、7、73和511。
質因數分解，{\displaystyle 7\times 73}。
- 亏数，真因數和為81，虧度為430
- 不尋常數，大於平方根的質因數為73。
- 半素数。
- 无平方数因数的数。
- 十进制的等數位數。

512
- 合数，正因數有1、2、4、8、16、32、64、128、256和512。
質因數分解，{\displaystyle 2^{9}}。
- 亏数，真因數和為511，虧度為1
- 十进制的節儉數。

513
- 合数，正因數有1、3、9、19、27、57、171和513。
質因數分解，{\displaystyle 3^{3}\times 19}。
- 亏数，真因數和為287，虧度為226
- 十进制的奢侈數。

514
- 合数，正因數有1、2、257和514。
質因數分解，{\displaystyle 2\times 257}。
- 亏数，真因數和為260，虧度為254
- 不尋常數，大於平方根的質因數為257。
- 半素数。
- 无平方数因数的数。
- 十进制的奢侈數。

515
- 合数，正因數有1、5、103和515。
質因數分解，{\displaystyle 5\times 103}。
- 亏数，真因數和為109，虧度為406
- 不尋常數，大於平方根的質因數為103。
- 半素数。
- 无平方数因数的数。
- 十进制的奢侈數。

516
- 合数，正因數有1、2、3、4、6、12、43、86、129、172、258和516。
質因數分解，{\displaystyle 2^{2}\times 3\times 43}。
- 过剩数，真因數和為716，盈度為200
  - 半完全数，和為本身的其中一組因數為43、 86、 129、 258。
- 不尋常數，大於平方根的質因數為43。
- 十进制的奢侈數。

517
- 合数，正因數有1、11、47和517。
質因數分解，{\displaystyle 11\times 47}。
- 亏数，真因數和為59，虧度為458
- 不尋常數，大於平方根的質因數為47。
- 半素数。
- 无平方数因数的数。
- 十进制的奢侈數。

518
- 合数，正因數有1、2、7、14、37、74、259和518。
質因數分解，{\displaystyle 2\times 7\times 37}。
- 亏数，真因數和為394，虧度為124
- 不尋常數，大於平方根的質因數為37。
- 无平方数因数的数。
  - 楔形数。
- 十进制的奢侈數。

519
- 合数，正因數有1、3、173和519。
質因數分解，{\displaystyle 3\times 173}。
- 亏数，真因數和為177，虧度為342
- 不尋常數，大於平方根的質因數為173。
- 半素数。
- 无平方数因数的数。
- 十进制的奢侈數。

520
- 合数，正因數有1、2、4、5、8、10、13、20、26、40、52、65、104、130、260和520。
質因數分解，{\displaystyle 2^{3}\times 5\times 13}。
- 过剩数，真因數和為740，盈度為220
  - 半完全数，和為本身的其中一組因數為1、 2、 4、 8、 10、 13、 26、 40、 52、 104、 260。
- 十进制的奢侈數。

521
- 第98個質數。
  - 孪生素数，為（521、 523）

522
- 合数，正因數有1、2、3、6、9、18、29、58、87、174、261和522。
質因數分解，{\displaystyle 2\times 3^{2}\times 29}。
- 过剩数，真因數和為648，盈度為126
  - 半完全数，和為本身的其中一組因數為2、 3、 6、 18、 58、 174、 261。
- 不尋常數，大於平方根的質因數為29。
- 十进制的奢侈數。

523
- 第99個質數。
  - 孪生素数，為（521、 523）
- 523與下一個質數541相差18，比先前任何連續兩個質數的質數間隙都大。[1]

524
- 合数，正因數有1、2、4、131、262和524。
質因數分解，{\displaystyle 2^{2}\times 131}。
- 亏数，真因數和為400，虧度為124
- 不尋常數，大於平方根的質因數為131。
- 十进制的奢侈數。

525
- 合数，正因數有1、3、5、7、15、21、25、35、75、105、175和525。
質因數分解，{\displaystyle 3\times 5^{2}\times 7}。
- 亏数，真因數和為467，虧度為58
- 十进制的奢侈數。

526
- 合数，正因數有1、2、263和526。
質因數分解，{\displaystyle 2\times 263}。
- 亏数，真因數和為266，虧度為260
- 不尋常數，大於平方根的質因數為263。
- 半素数。
- 无平方数因数的数。
- 十进制的奢侈數。

527
- 合数，正因數有1、17、31和527。
質因數分解，{\displaystyle 17\times 31}。
- 亏数，真因數和為49，虧度為478
- 不尋常數，大於平方根的質因數為31。
- 半素数。
- 无平方数因数的数。
- 十进制的奢侈數。

528
- 合数，正因數有1、2、3、4、6、8、11、12、16、22、24、33、44、48、66、88、132、176、264和528。
質因數分解，{\displaystyle 2^{4}\times 3\times 11}。
- 过剩数，真因數和為960，盈度為432
- 十进制的奢侈數。

529
- 合数，正因數有1、23和529。
質因數分解，{\displaystyle 23^{2}}。
- 亏数，真因數和為24，虧度為505
- 半素数。
- 平方数，為23的平方。
- 十进制的等數位數。

530
- 合数，正因數有1、2、5、10、53、106、265和530。
質因數分解，{\displaystyle 2\times 5\times 53}。
- 亏数，真因數和為442，虧度為88
- 不尋常數，大於平方根的質因數為53。
- 无平方数因数的数。
  - 楔形数。
- 十进制的奢侈數。

531
- 合数，正因數有1、3、9、59、177和531。
質因數分解，{\displaystyle 3^{2}\times 59}。
- 亏数，真因數和為249，虧度為282
- 不尋常數，大於平方根的質因數為59。
- 十进制的奢侈數。

532
- 合数，正因數有1、2、4、7、14、19、28、38、76、133、266和532。
質因數分解，{\displaystyle 2^{2}\times 7\times 19}。
- 过剩数，真因數和為588，盈度為56
  - 半完全数，和為本身的其中一組因數為1、 2、 7、 19、 28、 76、 133、 266。
- 佩服數，佩服因數為28。
- 十进制的奢侈數。

533
- 合数，正因數有1、13、41和533。
質因數分解，{\displaystyle 13\times 41}。
- 亏数，真因數和為55，虧度為478
- 不尋常數，大於平方根的質因數為41。
- 半素数。
- 无平方数因数的数。
- 十进制的奢侈數。

534
- 合数，正因數有1、2、3、6、89、178、267和534。
質因數分解，{\displaystyle 2\times 3\times 89}。
- 过剩数，真因數和為546，盈度為12
  - 半完全数，和為本身的其中一組因數為89、 178、 267。
- 不尋常數，大於平方根的質因數為89。
- 佩服數，佩服因數為6。
- 无平方数因数的数。
  - 楔形数。
- 十进制的奢侈數。

535
- 合数，正因數有1、5、107和535。
質因數分解，{\displaystyle 5\times 107}。
- 亏数，真因數和為113，虧度為422
- 不尋常數，大於平方根的質因數為107。
- 半素数。
- 无平方数因数的数。
- 十进制的奢侈數。

536
- 合数，正因數有1、2、4、8、67、134、268和536。
質因數分解，{\displaystyle 2^{3}\times 67}。
- 亏数，真因數和為484，虧度為52
- 不尋常數，大於平方根的質因數為67。
- 十进制的奢侈數。

537
- 合数，正因數有1、3、179和537。
質因數分解，{\displaystyle 3\times 179}。
- 亏数，真因數和為183，虧度為354
- 不尋常數，大於平方根的質因數為179。
- 半素数。
- 无平方数因数的数。
- 十进制的奢侈數。

538
- 合数，正因數有1、2、269和538。
質因數分解，{\displaystyle 2\times 269}。
- 亏数，真因數和為272，虧度為266
- 不尋常數，大於平方根的質因數為269。
- 半素数。
- 无平方数因数的数。
- 十进制的奢侈數。

539
- 合数，正因數有1、7、11、49、77和539。
質因數分解，{\displaystyle 7^{2}\times 11}。
- 亏数，真因數和為145，虧度為394
- 十进制的奢侈數。

540
- 合数，正因數有1、2、3、4、5、6、9、10、12、15、18、20、27、30、36、45、54、60、90、108、135、180、270和540。
質因數分解，{\displaystyle 2^{2}\times 3^{3}\times 5}。
- 过剩数，真因數和為1140，盈度為600
- 十进制的奢侈數。

541
- 第100個質數。

542
- 合数，正因數有1、2、271和542。
質因數分解，{\displaystyle 2\times 271}。
- 亏数，真因數和為274，虧度為268
- 不尋常數，大於平方根的質因數為271。
- 半素数。
- 无平方数因数的数。
- 十进制的奢侈數。

543
- 合数，正因數有1、3、181和543。
質因數分解，{\displaystyle 3\times 181}。
- 亏数，真因數和為185，虧度為358
- 不尋常數，大於平方根的質因數為181。
- 半素数。
- 无平方数因数的数。
- 十进制的奢侈數。

544
- 合数，正因數有1、2、4、8、16、17、32、34、68、136、272和544。
質因數分解，{\displaystyle 2^{5}\times 17}。
- 过剩数，真因數和為590，盈度為46
  - 半完全数，和為本身的其中一組因數為1、 2、 16、 17、 32、 68、 136、 272。
- 十进制的奢侈數。

545
- 合数，正因數有1、5、109和545。
質因數分解，{\displaystyle 5\times 109}。
- 亏数，真因數和為115，虧度為430
- 不尋常數，大於平方根的質因數為109。
- 半素数。
- 无平方数因数的数。
- 十进制的奢侈數。

546
- 合数，正因數有1、2、3、6、7、13、14、21、26、39、42、78、91、182、273和546。
質因數分解，{\displaystyle 2\times 3\times 7\times 13}。
- 过剩数，真因數和為798，盈度為252
  - 半完全数，和為本身的其中一組因數為1、 3、 6、 7、 13、 14、 21、 39、 78、 91、 273。
- 无平方数因数的数。
- 十进制的奢侈數。

547
- 第101個質數。

548
- 合数，正因數有1、2、4、137、274和548。
質因數分解，{\displaystyle 2^{2}\times 137}。
- 亏数，真因數和為418，虧度為130
- 不尋常數，大於平方根的質因數為137。
- 十进制的奢侈數。

549
- 合数，正因數有1、3、9、61、183和549。
質因數分解，{\displaystyle 3^{2}\times 61}。
- 亏数，真因數和為257，虧度為292
- 不尋常數，大於平方根的質因數為61。
- 十进制的奢侈數。

550
- 合数，正因數有1、2、5、10、11、22、25、50、55、110、275和550。
質因數分解，{\displaystyle 2\times 5^{2}\times 11}。
- 过剩数，真因數和為566，盈度為16
  - 半完全数，和為本身的其中一組因數為1、 2、 10、 22、 25、 50、 55、 110、 275。
- 十进制的奢侈數。

551
- 合数，正因數有1、19、29和551。
質因數分解，{\displaystyle 19\times 29}。
- 亏数，真因數和為49，虧度為502
- 不尋常數，大於平方根的質因數為29。
- 半素数。
- 无平方数因数的数。
- 十进制的奢侈數。

552
- 合数，正因數有1、2、3、4、6、8、12、23、24、46、69、92、138、184、276和552。
質因數分解，{\displaystyle 2^{3}\times 3\times 23}。
- 过剩数，真因數和為888，盈度為336
  - 半完全数，和為本身的其中一組因數為1、 3、 4、 6、 8、 23、 24、 69、 92、 138、 184。
- 普洛尼克数，為23與24的乘積。
- 十进制的奢侈數。

553
- 合数，正因數有1、7、79和553。
質因數分解，{\displaystyle 7\times 79}。
- 亏数，真因數和為87，虧度為466
- 不尋常數，大於平方根的質因數為79。
- 半素数。
- 无平方数因数的数。
- 十进制的等數位數。

554
- 合数，正因數有1、2、277和554。
質因數分解，{\displaystyle 2\times 277}。
- 亏数，真因數和為280，虧度為274
- 不尋常數，大於平方根的質因數為277。
- 半素数。
- 无平方数因数的数。
- 十进制的奢侈數。

555
- 合数，正因數有1、3、5、15、37、111、185和555。
質因數分解，{\displaystyle 3\times 5\times 37}。
- 亏数，真因數和為357，虧度為198
- 不尋常數，大於平方根的質因數為37。
- 无平方数因数的数。
  - 楔形数。
- 十进制的奢侈數。

556
- 合数，正因數有1、2、4、139、278和556。
質因數分解，{\displaystyle 2^{2}\times 139}。
- 亏数，真因數和為424，虧度為132
- 不尋常數，大於平方根的質因數為139。
- 十进制的奢侈數。

557
- 第102個質數。

558
- 合数，正因數有1、2、3、6、9、18、31、62、93、186、279和558。
質因數分解，{\displaystyle 2\times 3^{2}\times 31}。
- 过剩数，真因數和為690，盈度為132
  - 半完全数，和為本身的其中一組因數為1、 3、 9、 18、 62、 186、 279。
- 不尋常數，大於平方根的質因數為31。
- 十进制的奢侈數。

559
- 合数，正因數有1、13、43和559。
質因數分解，{\displaystyle 13\times 43}。
- 亏数，真因數和為57，虧度為502
- 不尋常數，大於平方根的質因數為43。
- 半素数。
- 无平方数因数的数。
- 十进制的奢侈數。

560
- 合数，正因數有1、2、4、5、7、8、10、14、16、20、28、35、40、56、70、80、112、140、280和560。
質因數分解，{\displaystyle 2^{4}\times 5\times 7}。
- 过剩数，真因數和為928，盈度為368
- 十进制的奢侈數。

561
- 合数，正因數有1、3、11、17、33、51、187和561。
質因數分解，{\displaystyle 3\times 11\times 17}。
- 亏数，真因數和為303，虧度為258
- 无平方数因数的数。
  - 楔形数。
- 十进制的奢侈數。
- 最小的絕對偽素數。

562
- 合数，正因數有1、2、281和562。
質因數分解，{\displaystyle 2\times 281}。
- 亏数，真因數和為284，虧度為278
- 不尋常數，大於平方根的質因數為281。
- 半素数。
- 无平方数因数的数。
- 十进制的奢侈數。

563
- 第103個質數。

564
- 合数，正因數有1、2、3、4、6、12、47、94、141、188、282和564。
質因數分解，{\displaystyle 2^{2}\times 3\times 47}。
- 过剩数，真因數和為780，盈度為216
  - 半完全数，和為本身的其中一組因數為47、 94、 141、 282。
- 不尋常數，大於平方根的質因數為47。
- 十进制的奢侈數。

565
- 合数，正因數有1、5、113和565。
質因數分解，{\displaystyle 5\times 113}。
- 亏数，真因數和為119，虧度為446
- 不尋常數，大於平方根的質因數為113。
- 半素数。
- 无平方数因数的数。
- 十进制的奢侈數。

566
- 合数，正因數有1、2、283和566。
質因數分解，{\displaystyle 2\times 283}。
- 亏数，真因數和為286，虧度為280
- 不尋常數，大於平方根的質因數為283。
- 半素数。
- 无平方数因数的数。
- 十进制的奢侈數。

567
- 合数，正因數有1、3、7、9、21、27、63、81、189和567。
質因數分解，{\displaystyle 3^{4}\times 7}。
- 亏数，真因數和為401，虧度為166
- 十进制的等數位數。

568
- 合数，正因數有1、2、4、8、71、142、284和568。
質因數分解，{\displaystyle 2^{3}\times 71}。
- 亏数，真因數和為512，虧度為56
- 不尋常數，大於平方根的質因數為71。
- 十进制的奢侈數。

569
- 第104個質數。
  - 孪生素数，為（569、 571）

570
- 合数，正因數有1、2、3、5、6、10、15、19、30、38、57、95、114、190、285和570。
質因數分解，{\displaystyle 2\times 3\times 5\times 19}。
- 过剩数，真因數和為870，盈度為300
  - 半完全数，和為本身的其中一組因數為1、 2、 3、 5、 6、 10、 19、 30、 38、 57、 95、 114、 190。
- 无平方数因数的数。
- 十进制的奢侈數。

571
- 第105個質數。
  - 孪生素数，為（569、 571）

572
- 合数，正因數有1、2、4、11、13、22、26、44、52、143、286和572。
質因數分解，{\displaystyle 2^{2}\times 11\times 13}。
- 过剩数，真因數和為604，盈度為32
  - 半完全数，和為本身的其中一組因數為1、 11、 13、 22、 44、 52、 143、 286。
- 十进制的奢侈數。

573
- 合数，正因數有1、3、191和573。
質因數分解，{\displaystyle 3\times 191}。
- 亏数，真因數和為195，虧度為378
- 不尋常數，大於平方根的質因數為191。
- 半素数。
- 无平方数因数的数。
- 十进制的奢侈數。

574
- 合数，正因數有1、2、7、14、41、82、287和574。
質因數分解，{\displaystyle 2\times 7\times 41}。
- 亏数，真因數和為434，虧度為140
- 不尋常數，大於平方根的質因數為41。
- 无平方数因数的数。
  - 楔形数。
- 十进制的奢侈數。

575
- 合数，正因數有1、5、23、25、115和575。
質因數分解，{\displaystyle 5^{2}\times 23}。
- 亏数，真因數和為169，虧度為406
- 十进制的奢侈數。

576
- 合数，正因數有1、2、3、4、6、8、9、12、16、18、24、32、36、48、64、72、96、144、192、288和576。
質因數分解，{\displaystyle 2^{6}\times 3^{2}}。
- 过剩数，真因數和為1075，盈度為499
- 平方数，為24的平方。
- 十进制的奢侈數。
- 是哈沙德數，5+7+6＝18，18是576的因數。
- 是平方數（242）。

577
- 第106個質數。

578
- 合数，正因數有1、2、17、34、289和578。
質因數分解，{\displaystyle 2\times 17^{2}}。
- 亏数，真因數和為343，虧度為235
- 十进制的奢侈數。

579
- 合数，正因數有1、3、193和579。
質因數分解，{\displaystyle 3\times 193}。
- 亏数，真因數和為197，虧度為382
- 不尋常數，大於平方根的質因數為193。
- 半素数。
- 无平方数因数的数。
- 十进制的奢侈數。

580
- 合数，正因數有1、2、4、5、10、20、29、58、116、145、290和580。
質因數分解，{\displaystyle 2^{2}\times 5\times 29}。
- 过剩数，真因數和為680，盈度為100
  - 半完全数，和為本身的其中一組因數為4、 5、 20、 116、 145、 290。
- 不尋常數，大於平方根的質因數為29。
- 十进制的奢侈數。

581
- 合数，正因數有1、7、83和581。
質因數分解，{\displaystyle 7\times 83}。
- 亏数，真因數和為91，虧度為490
- 不尋常數，大於平方根的質因數為83。
- 半素数。
- 无平方数因数的数。
- 十进制的等數位數。

582
- 合数，正因數有1、2、3、6、97、194、291和582。
質因數分解，{\displaystyle 2\times 3\times 97}。
- 过剩数，真因數和為594，盈度為12
  - 半完全数，和為本身的其中一組因數為97、 194、 291。
- 不尋常數，大於平方根的質因數為97。
- 佩服數，佩服因數為6。
- 无平方数因数的数。
  - 楔形数。
- 十进制的奢侈數。

583
- 合数，正因數有1、11、53和583。
質因數分解，{\displaystyle 11\times 53}。
- 亏数，真因數和為65，虧度為518
- 不尋常數，大於平方根的質因數為53。
- 半素数。
- 无平方数因数的数。
- 十进制的奢侈數。

584
- 合数，正因數有1、2、4、8、73、146、292和584。
質因數分解，{\displaystyle 2^{3}\times 73}。
- 亏数，真因數和為526，虧度為58
- 不尋常數，大於平方根的質因數為73。
- 十进制的奢侈數。

585
- 合数，正因數有1、3、5、9、13、15、39、45、65、117、195和585。
質因數分解，{\displaystyle 3^{2}\times 5\times 13}。
- 亏数，真因數和為507，虧度為78
- 十进制的奢侈數。

586
- 合数，正因數有1、2、293和586。
質因數分解，{\displaystyle 2\times 293}。
- 亏数，真因數和為296，虧度為290
- 不尋常數，大於平方根的質因數為293。
- 半素数。
- 无平方数因数的数。
- 十进制的奢侈數。

587
- 第107個質數。

588
- 合数，正因數有1、2、3、4、6、7、12、14、21、28、42、49、84、98、147、196、294和588。
質因數分解，{\displaystyle 2^{2}\times 3\times 7^{2}}。
- 过剩数，真因數和為1008，盈度為420
- 十进制的奢侈數。

589
- 合数，正因數有1、19、31和589。
質因數分解，{\displaystyle 19\times 31}。
- 亏数，真因數和為51，虧度為538
- 不尋常數，大於平方根的質因數為31。
- 半素数。
- 无平方数因数的数。
- 十进制的奢侈數。

590
- 合数，正因數有1、2、5、10、59、118、295和590。
質因數分解，{\displaystyle 2\times 5\times 59}。
- 亏数，真因數和為490，虧度為100
- 不尋常數，大於平方根的質因數為59。
- 无平方数因数的数。
  - 楔形数。
- 十进制的奢侈數。

591
- 合数，正因數有1、3、197和591。
質因數分解，{\displaystyle 3\times 197}。
- 亏数，真因數和為201，虧度為390
- 不尋常數，大於平方根的質因數為197。
- 半素数。
- 无平方数因数的数。
- 十进制的奢侈數。

592
- 合数，正因數有1、2、4、8、16、37、74、148、296和592。
質因數分解，{\displaystyle 2^{4}\times 37}。
- 亏数，真因數和為586，虧度為6
- 不尋常數，大於平方根的質因數為37。
- 十进制的奢侈數。

593
- 第108個質數。

594
- 合数，正因數有1、2、3、6、9、11、18、22、27、33、54、66、99、198、297和594。
質因數分解，{\displaystyle 2\times 3^{3}\times 11}。
- 过剩数，真因數和為846，盈度為252
  - 半完全数，和為本身的其中一組因數為1、 2、 3、 6、 9、 11、 18、 22、 27、 33、 66、 99、 297。
- 十进制的奢侈數。

595
- 合数，正因數有1、5、7、17、35、85、119和595。
質因數分解，{\displaystyle 5\times 7\times 17}。
- 亏数，真因數和為269，虧度為326
- 无平方数因数的数。
  - 楔形数。
- 十进制的奢侈數。

596
- 合数，正因數有1、2、4、149、298和596。
質因數分解，{\displaystyle 2^{2}\times 149}。
- 亏数，真因數和為454，虧度為142
- 不尋常數，大於平方根的質因數為149。
- 十进制的奢侈數。

597
- 合数，正因數有1、3、199和597。
質因數分解，{\displaystyle 3\times 199}。
- 亏数，真因數和為203，虧度為394
- 不尋常數，大於平方根的質因數為199。
- 半素数。
- 无平方数因数的数。
- 十进制的奢侈數。

598
- 合数，正因數有1、2、13、23、26、46、299和598。
質因數分解，{\displaystyle 2\times 13\times 23}。
- 亏数，真因數和為410，虧度為188
- 无平方数因数的数。
  - 楔形数。
- 十进制的奢侈數。

599
- 第109個質數。
  - 孪生素数，為（599、 601）

1. ↑  Sloane, N.J.A. (编). . The On-Line Encyclopedia of Integer Sequences. OEIS Foundation.